# ハリー・ポッターと合理主義の方法
ハリー・ポッターと合理主義の方法（ハリーポッターとごうりしゅぎのほうほう、英: Harry Potter and the Methods of Rationality、HPMOR）とは、エリーザー・ユドコウスキーによるハリー・ポッターのファン・フィクション作品で、FanFiction.Net上で2010年2月28日から2015年3月14日まで連載として発表され、全122章、66万語以上に及ぶものである。この作品はハリー・ポッターの物語に認知科学、哲学、科学的方法の複雑な概念を適応させている。ユドコウスキーの再解釈では、ハリーの叔母ペチュニア・エバンスがオックスフォード大学教授と結婚し、ハリーに科学と合理的思考をホームスクーリングで教育したと仮定している。これによりハリーは啓蒙時代の理想と実験精神を持って魔法世界に入る。このファン・フィクションは1年間にわたり、ハリーのホグワーツでの1年目を描いている。ハリー・ポッターと合理主義の方法は他のファン・フィクション、芸術、詩などの作品にも影響を与えている。

## プロット
このファン・フィクションのハリー・ポッターシリーズの別世界では、リリー・ポッターが魔法で妹のペチュニア・エバンスをより美しくし、オックスフォード大学教授のマイケル・ヴェレスと結婚できるようにしたものである。二人は孤児となった甥のハリー・ジェームズ・ポッターをハリー・ジェームズ・ポッター＝エバンス＝ヴェレスとして養子に迎え、科学と合理性についてホームスクーリングで教育する。ハリーが11歳になると、ペチュニアとマクゴナガル教授が彼とマイケルに魔法界とハリーによるヴォルデモート卿の打倒について説明する。ハリーは魔法社会の矛盾と後進性に苛立ちを覚える。ホグワーツ特急に乗車する際、ハリーはロン・ウィーズリーではなくドラコ・マルフォイと友人になり、彼に科学を教える。また、ハリーは科学的傾向を持つハーマイオニー・グレンジャーとも友人になる。
ホグワーツでは、組分け帽子がハリーとハーマイオニーをレイブンクローに、ドラコをスリザリンに振り分ける。学校が始まると、ハリーはマクゴナガル教授の信頼を獲得し、クィレル教授（戦闘魔法の教育復活を目指す）と絆を深め、ハーマイオニーと一緒に科学的方法を通じて魔法を検証する。ハリーは部分転成を発明し、時間を超えた物理学を適用して全体の一部を転成させる。ドラコは渋々ながらもマグル生まれ差別に対するマルフォイ家の偏見を否定するハリーの証明を受け入れ、ダンブルドアが彼の無実の母親ナルシッサを生きたまま焼いたことを告げる。
冬休み後、クィレルは学生たちに守護霊の呪文を教えるためにディメンターを調達する。ハーマイオニーとハリーは最初失敗するが、ハリーはディメンターが死の影であることを認識する。彼は真の守護霊の呪文を発明し、ディメンターを破壊する。ハリーから通常の守護霊の呪文を唱える方法を教わった後、ドラコはハリーが蛇語を話せることを発見する。クィレルは自分が蛇の動物師であることをハリーに明かし、操られているベラトリックス・ブラックをアズカバンから逃がすのを手伝うよう説得する。ハリーは囚人たちの恐怖を目の当たりにする一方、ダンブルドアはヴォルデモートが戻ってきたと信じている。対立の後、ダンブルドアはハリーに、不死鳥の騎士団がヴォルデモートが人質を取るのを止めるためにナルシッサを殺すよう彼に強制したと語る。
ハーマイオニーはヒロイズムにおける女性差別に抗議し、いじめっ子と戦うためにS.P.H.E.W.という組織を設立する。これは広範な混乱を引き起こし、グループの活動は一時停止される。彼女とドラコは後者の殺人未遂を試みたと信じるよう操作され、ハリーはハーマイオニーをアズカバンから救うためにルシウス・マルフォイに自分の財産を支払う。驚いたルシウスはこれを受け入れ、ホグワーツからドラコを引き上げる。魔法界はクィレルがヴォルデモートの長年の敵対者である行方不明のデイビッド・モンローではないかと推測する。山トロルがホグワーツに侵入し、ハリーがそれを倒す前にハーマイオニーを殺害する。悲しみに暮れたハリーは、ハーマイオニーを復活させることを誓い、彼女の体を保存する。ハリーは、ルシウスが彼のお金を返し、ハーマイオニーの無罪を証明し、ドラコをホグワーツに戻すことと引き換えに、ハーマイオニーの殺害についてマルフォイ家の罪を許す。
クィレルは病気の死を遅らせるためと称してユニコーンを食べ始める。学年末近く、彼はハリーを捕らえ、自分がクィレルを所有しているヴォルデモートの霊魂であり、どのようにハーマイオニーを代理で陥れて殺したかを明かす。彼はハリーにハーマイオニーを復活させると約束することで、賢者の石を盗むのを手伝わせる。賢者の石は、通常の転成が一時的なものであるが、それを永続させる真の転成を実行できる道具である。ダンブルドアが現れてヴォルデモートを時間の外に封印しようとしたとき、ヴォルデモートがハリーを危険にさらすため、ダンブルドアは代わりに自分自身を封印する。
ヴォルデモートの霊魂はクィレルを見捨て、石を使って身体化する。彼とハリーは石の力とハリーの真の守護霊の呪文を使ってハーマイオニーを復活させる。ヴォルデモートはクィレルを人身御供として殺し、ハーマイオニーに分霊箱と山トロルとユニコーンの超能力を与える儀式を行い、彼女をほぼ不死にする。ハリーが世界を破壊する予言があることを知ったヴォルデモートは、ハリーを銃で脅し、裸にし、死喰い人を召喚し、世界を破壊するリスクを冒さないという破れぬ誓いを強制し、彼の殺害を命じる。ハリーは即興で部分転成をカーボンナノチューブに変え、全ての死喰い人の首を切り落とし、ヴォルデモートを負傷させる。彼はヴォルデモートを気絶させ、記憶を消し、彼を指輪の宝石に転成する。ハリーは石を手に入れ、「デイビッド・モンロー」がヴォルデモートを倒してハーマイオニーを復活させたように見せかける場面を演出する。
戦いの後、ハリーはダンブルドアの手紙を受け取り、ダンブルドアが予言に基づいて世界の未来を彼に賭けたこと、そして彼に地位と資産を相続させたことを知る。ハリーは悲しみに暮れるドラコが母親ナルシッサを見つけるのを助け、復活したハーマイオニーと共に、真の守護霊の呪文でアズカバンを破壊し、賢者の石を使って全ての人に不死を与えることで魔法社会を改革する計画を立てる。

## 歴史
ユドコウスキーはハリー・ポッターと合理主義の方法を、彼がコミュニティブログLessWrongで提唱する合理主義コミュニティと合理性スキルを促進するために執筆した。彼によれば、「当時私は多くのハリー・ポッターファン・フィクションを読んでいて、ハリー・ポッターと合理主義の方法のプロットが自然に私の心の中に浮かんできて、実際にハリー・ポッターの物語として表れた。[...] 後から合理化するとすれば、ポッター世界は好奇心旺盛な思想家にとって非常に豊かな環境であり、少なくとも適度にハリー・ポッター世界に精通している潜在的な読者が多数いると言えるだろう」と述べている。
ユドコウスキーはハリー・ポッターと合理主義の方法を使って、彼の作品に基づいたコースを教える応用合理性センターへの寄付を募った。
ユドコウスキーは、デイビッド・ウィランからハリー・ポッターと合理主義の方法をオリジナルストーリーとして販売するという提案を拒否した。その提案は、著作権侵害を避けるためにハリー・ポッター設定の要素を取り除いて書き直すというもので、E・L・ジェイムズがトワイライトのファン・フィクションとして始まったフィフティ・シェイズで行ったようなものだった。ユドコウスキーは「この場合それは不可能だ。ハリー・ポッターと合理主義の方法は根本的に元のハリー・ポッター小説の背景に対して理解されるものであり、それに結びついている。多くの場面は、元のハリーポッターの他の場面を踏まえて理解されることを意図している」と述べた。
2015年にハリー・ポッターと合理主義の方法が完結した後、ユドコウスキーの読者たちは世界中で多くの完結記念パーティーを開催した。

## 反響

### 批評家の反応

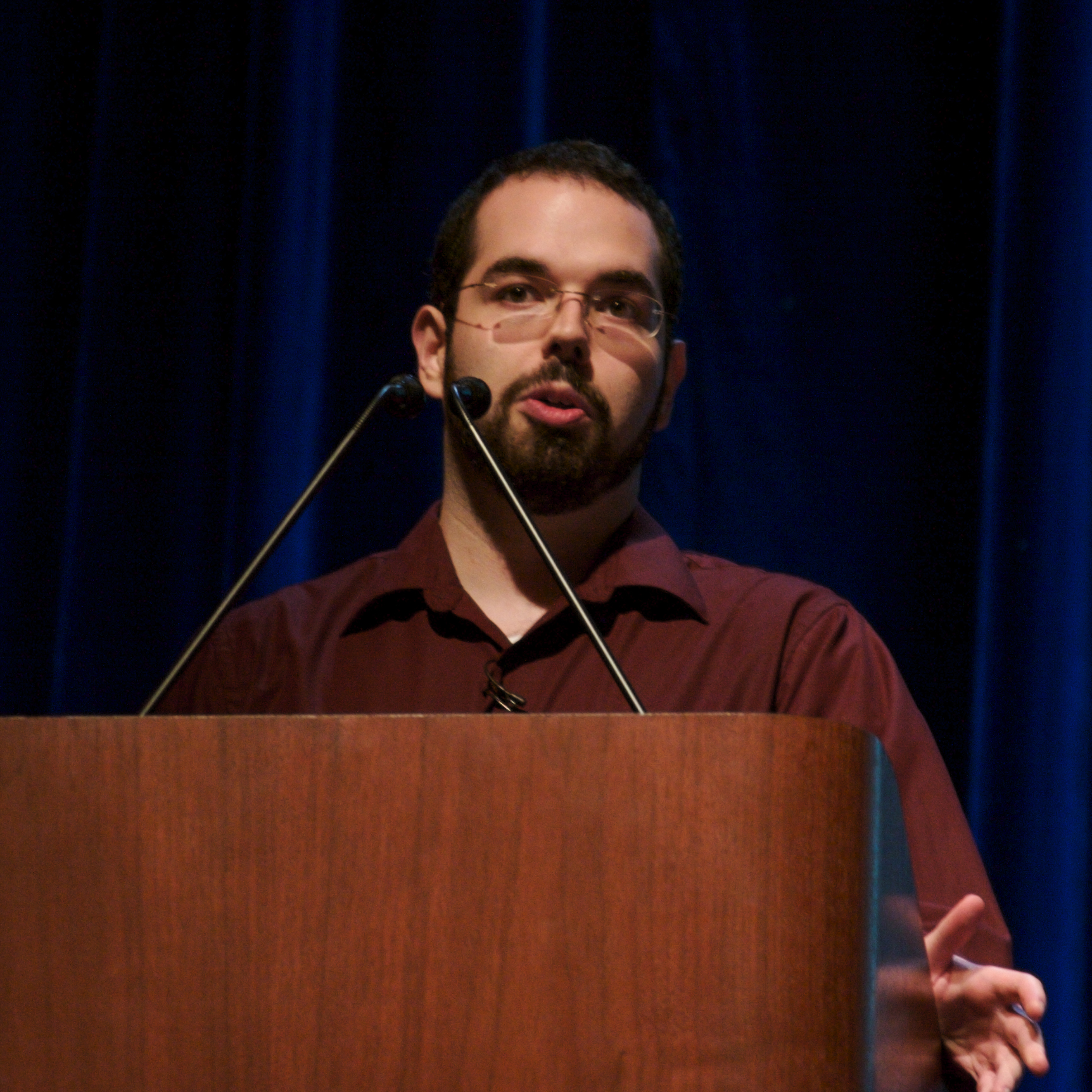
スタンフォード大学で講演するユドコウスキー

ハリー・ポッターと合理主義の方法はFanFiction.Netで非常に人気があるが、読者の間で大きな分極化も引き起こしている。2011年、アトランティックのダニエル・D・スナイダーは、ハリー・ポッターと合理主義の方法が「ファン・フィクション・コミュニティで騒動を引き起こし、オンライン掲示板で原作の冒涜的あるいは素晴らしい扱いに対して非難と称賛の両方を集めた」と記録している。2015年、Viceのデイビッド・ウィランはハリー・ポッターと合理主義の方法を「あなたが聞いたことのない最も人気のあるハリー・ポッターの本」と表現し、「ほとんどの人はそれが素晴らしく書かれ、挑戦的で、奇妙なことに心を変える力を持つと同意している」と主張した。
ハリー・ポッターと合理主義の方法は主流のメディアからも好意的な評価を受けている。ヒューゴー賞を受賞したSF作家のデイヴィッド・ブリンは2010年にアトランティックでハリー・ポッターと合理主義の方法を肯定的に評価し、「素晴らしいシリーズで、微妙で劇的で刺激的だ...すべてのポッターファンがここに来て、より大きく、より大胆で、より挑戦的な物語を試してみることを望む」と述べた。2014年、アメリカの政治家ベン・ウィクラーはガーディアンでハリー・ポッターと合理主義の方法を「史上最高のファン・フィクション・シリーズ」と称賛し、「巨大な熱意と、そのような心への感情的洞察で語られている」と述べ、ハリーの態度を友人のアーロン・スワーツの懐疑的な姿勢に例えた。法学者ウィリアム・ボードはワシントン・ポストで、2014年にハリー・ポッターと合理主義の方法を「J・K・ローリングによって書かれたものではないが、今まで書かれた最高のハリー・ポッターの本」と称賛し、2015年には「今千年紀に書かれた私のお気に入りの本の一つ」と評した。2015年、ヒンドゥスタン・タイムズのヴァカシャ・サチデフはハリー・ポッターと合理主義の方法を「思考する人のための魔法とヒロイズムについての物語」であり、「善と悪の対立が知識と無知の戦いとして表現されている」と述べ、称賛した。2017年、Syfyのキャロル・ピンチェフスキーはハリー・ポッターと合理主義の方法を「素晴らしいもの」であり「複雑なアイデアをアクセスしやすく、本当に楽しい方法で跳ね返すプラットフォーム」と称賛した。2019年のシドニー・モーニング・ヘラルドのインタビューで、ヤングアダルト作家のリリ・ウィルキンソンはハリー・ポッターと合理主義の方法を愛していると述べ、「経済学から天体物理学まで、基本的にすべての科学理論を説明するだけでなく、マルフォイがDNAについて学び、純血の偏見に向き合わなければならない最高の場面も含まれている」と語った。リース・マッケイは2019年のWhoの記事でハリー・ポッターと合理主義の方法を「これまで書かれた最高のファンフィクの一つ」であり「魔法世界の馴染みのある、しかし全く新しい見方」と称えた。
スミス大学の経済学教授であり、ユドコウスキーの知人の一人であるジェームズ・D・ミラーは、2012年の著書Singularity Risingでハリー・ポッターと合理主義の方法を合理性についての注意深く作られた教訓により、ユドコウスキーの「疑似科学的に聞こえる」信念のための「優れたマーケティング戦略」として称賛した。彼はユドコウスキーが人々をより合理的にすることで自分のアイデアに同意する可能性が高くなると信じていることを「深く傲慢」だと批判したが、それでもそのような努力が彼により多くの信奉者をもたらすことには同意した。

### 栄誉
ハリー・ポッターと合理主義の方法のファンによるオーディオブックは、2012年と2015年にパーセック賞のファイナリストとなった。

## 翻訳

### ロシア語

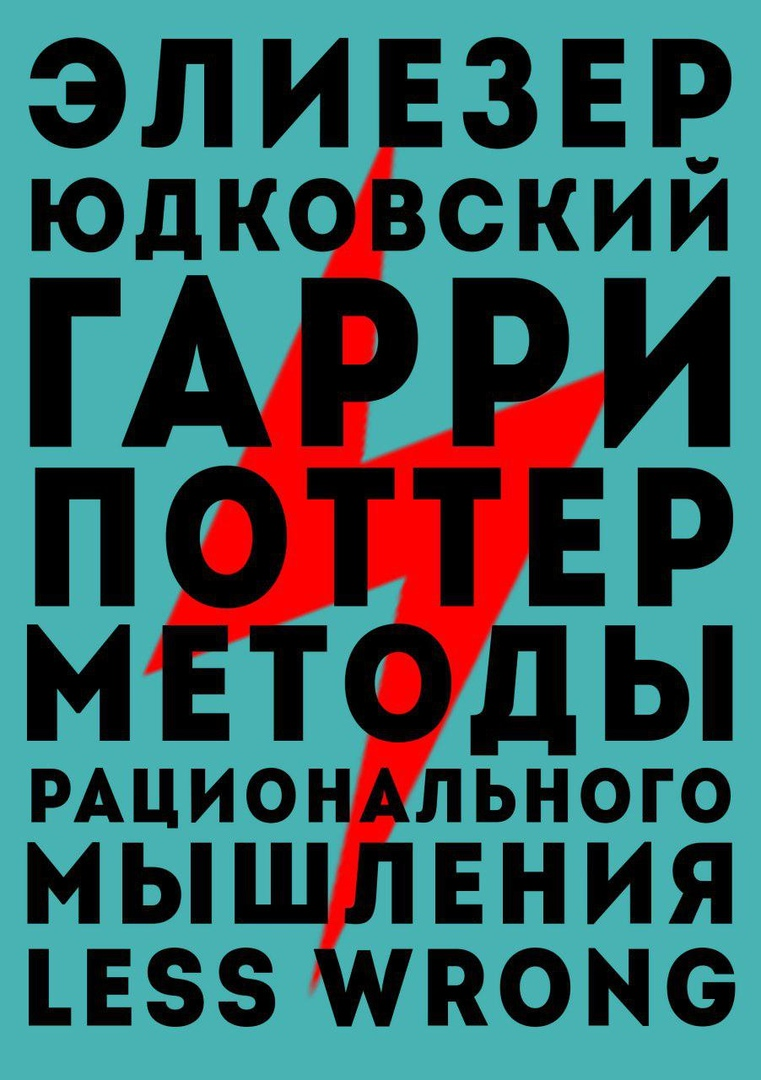
ロシア語印刷プロジェクトの却下されたカバーバリエーションでダストジャケットとして利用可能。

2018年7月17日、以前にロシア語で空飛ぶスパゲッティ・モンスターの福音書を出版していたロシア・パスタファリアン教会の元長ミハイル・サミンが、約200人の協力者と共にPlaneta.ruで非営利のクラウドファンディングキャンペーンを通じ、ハリー・ポッターと合理主義の方法のロシア語訳を3巻本として印刷した。本のレイアウトにはMir Fantastikiの元編集長リン・ロバリョフが関わった。キャンペーンは30時間以内に目標の1.086百万₽（約17,000米ドル）に達した。最終的に9月30日までに7,278人より11.4百万₽（約175,000米ドル）を集め、CrowdRepublicで立ち上げられたGloomhavenのロシア語訳のためのものが上回るまで、一日だけロシア最大のクラウドファンディングプロジェクトとなった。
サミンは当初ハリー・ポッターと合理主義の方法の1000部の印刷を計画していたが、キャンペーンの前例のない成功により、その21倍多くの部数を印刷することになった。ユドコウスキーはサミンの取り組みを支持しており序文を書き下ろしていたが、キャンペーンの人気は彼も驚かせるものだった。サミンのハリー・ポッターと合理主義の方法出版プロジェクトは記録に残る最大規模の取り組みであり、以前の多くの低部数のファン印刷を上回るものだった。彼はハリー・ポッターと合理主義の方法のロシア語版のいくつかをオリンピックの優勝者への賞品として図書館や学校に送った。J・K・ローリングとその代理人は、ロシアの出版社Eksmoによるハリー・ポッターと合理主義の方法の商業出版の要請を拒否した。

### その他

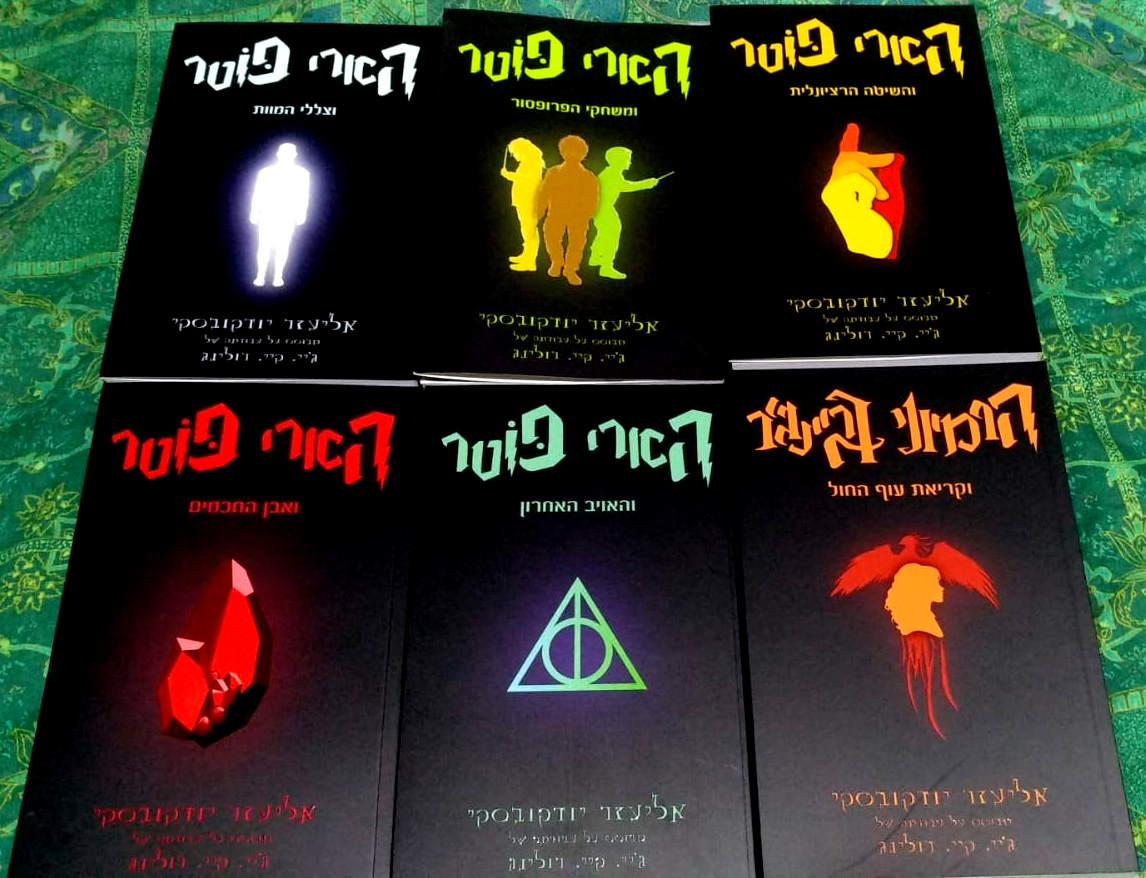
ヘブライ語印刷版のカバー

ハリー・ポッターと合理主義の方法にはチェコ語、中国語、フランス語、ドイツ語、ヘブライ語、インドネシア語、イタリア語、日本語、ノルウェー語、スペイン語、スウェーデン語、ウクライナ語の翻訳版がある。